# 古久保俊嗣
古久保 俊嗣（ふるくぼ しゅんじ、1954年4月20日 - ）は、日本の社会起業家、経営者。NPO法人エガリテ大手前創立者・理事長。複数の企業の代表取締役を務め、現在は米国系外資企業Code Chrysalis㈱の代表取締役。

## 経歴・人物
大阪府岸和田市生まれ。1978年一橋大学商学部卒業後、住友商事に入社。人事部、貿易営業を経て、投資事業を担当し、事業再建やIPOに従事した。2001年に住友商事を退職。その後は、外資系企業の再建を代表取締役として担った。現在は米国系教育会社Code Chrysalis㈱代表取締役。
2004年にNPO法人エガリテ大手前を設立。創設者・理事長として、男女共同参画や子育て支援に関する調査、研修、講演、出版活動を行っている。「子育て環境ランキング（全国主要都市）」や祖父の孫育て資格認定講座「ソフリエ」は各種メディアで紹介されている。
- サンデー毎日[4]
- 朝日新聞[5]
- 日本経済新聞[6]
- 毎日新聞[7]
- TBSラジオ[8]
- Japan Times[9]
- TBSテレビ[10]

## 社会活動
- Solar Summit 1997（英国Oxford）米国産業界代表　1996年
- 欧米ソーラーシリコン業界会議共同座長　1996年
- 国立女性教育会館委員　2011年～2013年
- 日本中古車輸出業協同組合理事　2012年～2015年
- ブルーオーシャン美術館館長　2013年～2015年
- ㈶日本総合研究所研究員　2015年
- 一般社団法人「国際ビジネスメンターズ協会（b’ma）」理事長　2009年～2012年
- 神奈川県福祉サービス第三者評価調査者　2021年～2025年
- 起業家交流会「めびうすのWA」コアメンバー　2014年～現在
- エガリテ市民大学教授　2011年～現在
- ウズベキスタン共和国サマルカンド郡市日本事務所代表　2018年〜現在
- 大阪府高等学校運営協議会委員　2024年～現在

## 主な講演･出演歴
- 1997年 ペッパーダイン大学（米国）経営学部特別講師（日米企業文化比較）
- 2006年 シンポジウム「第三者評価を考えるin北九州」パネリスト
- 2007年 愛知大学特別講師（中国ビジネス事例研究）
- 2008年 静岡市議会「子育て支援策調査特別委員会」特別講師
- 2009年 北九州市「タウンミーティング」コメンテーター
- 2010年 立教セカンドステージ大学講師
- 2010年 千代田区セミナー講師
- 2010年 北九州市「男2代の子育てフォーラム」パネリスト
- 2011年 千代田区「MIW千夜一夜」講師
- 2011年 学習院生涯学習センター講師
- 2011年 国立女性教育会館セミナー講師
- 2011年 TBSテレビ「はなまるマーケット」コメンテーター
- 2012年 福島県老人クラブ連合会セミナー「熟親学」講師
- 2012年 BSフジ「プライムニュース」コメンテーター
- 2013年 山口県セミナー講師
- 2014年 毎日新聞フェスタ「孫育てのツボ」講師
- 2015年 佐倉市セミナー講師
- 2017年 さいたまシニア大学講師
- 2017年 東京都 Tokyo Entrepreneurs & Startup「スタートアップ・エコシステム」パネリスト
- 2017年 杉並区講師
- 2017年 川崎市講師
- 2017年 敬愛大学生涯学習センター講師
- 2018年 千代田区トークショー「外国人女性は日本でどう働いているか?」ファシリテーター
- 2018年 千代田カレッジ講師
- 2022年 千代田区トークショー「DXを支える女性ソフトウェアエンジニアたち」ファシリテーター
- 2023年 千代田区ワークショップ「セクハラを目撃したらどう行動できる?」ファシリテーター
- 2025年　TBSラジオ「森本毅郎・スタンバイ」コメンテーター
- 2025年　TBSテレビ「THE TIME」コメンテーター
- 2004年～現在（毎年） 東京経済大学特別講師（Eコマース事例研究、ITリテラシー、スタートアップエコシステム）
- 2010年〜現在（毎年） 北九州市「男2代の子育て講座」講師
- 2014年〜現在（毎年） 大手前高校セミナー講師（スタートアップエコシステム､NPO、外資系企業）

## 著書
- ある軍国教師の生涯－大正自由教育運動から国民精神総動員へ（碧天舎、2002年12月）
- 祖父、ソフリエになる－新米じぃじ初めての孫育て（メディカ出版、2011年9月）[11]
- ジェンダー白書－アクティブシニアが日本を変える（明石書店、2013年3月）[12]
- じぃじとばぁばのためのあそび図鑑（ベースボール・マガジン社、2013年7月）[13]

## 受賞歴
- フランス商工会議所ビジネス大賞「フレンチテック東京2017」（2016年2月）[14]
- 米国「Brandon Hallイノベーション大賞2016」（2016年6月）
- 経済界「金の卵発掘プロジェクト2019」ファイナリスト（2019年12月）